# Liste von Söhnen und Töchtern der Stadt Charlotte (North Carolina)
Dies ist eine Liste bekannter Persönlichkeiten, die in der US-amerikanischen Stadt Charlotte (North Carolina) geboren wurden. Die Liste erhebt keinen Anspruch auf Vollständigkeit.

## 18. Jahrhundert
- David Addison Reese (1794–1871), Politiker

## 19. Jahrhundert

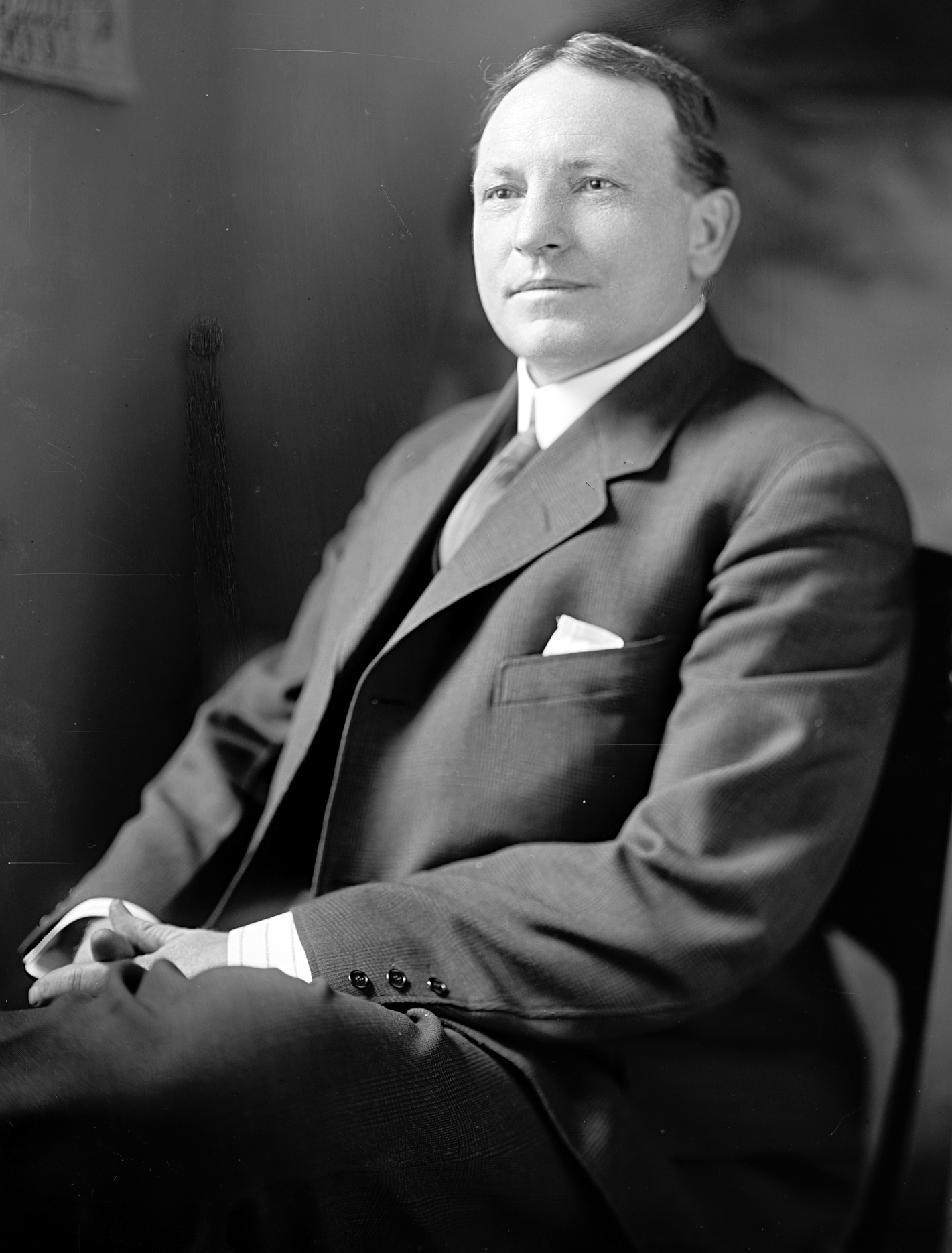
John M. Morehead
(1866–1923)

- John M. Morehead (1866–1923), Politiker
- Augustus Koopman (1869–1914), Maler und Radierer
- Dannie N. Heineman (1872–1962), US-amerikanisch-belgischer Elektroingenieur
- Charles H. Cowles (1875–1957), Politiker
- Hamilton C. Jones (1884–1957), Politiker
- William S. Tillett (1892–1974), Internist und Mikrobiologe
- Lena Wilson (≈1898–1939), Blues-Sängerin

## 20. Jahrhundert

### 1901–1950

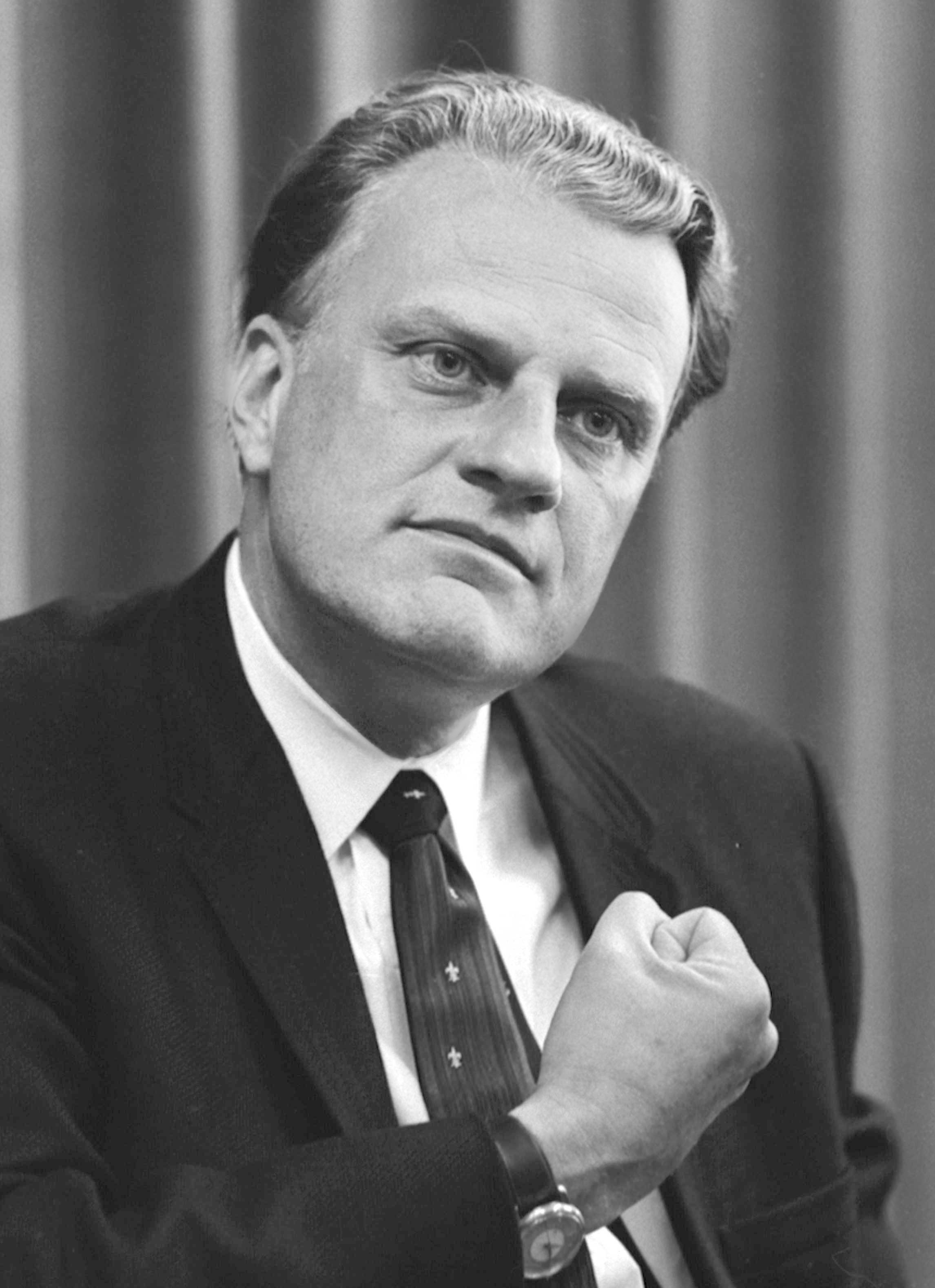
Billy Graham
(1918–2018)

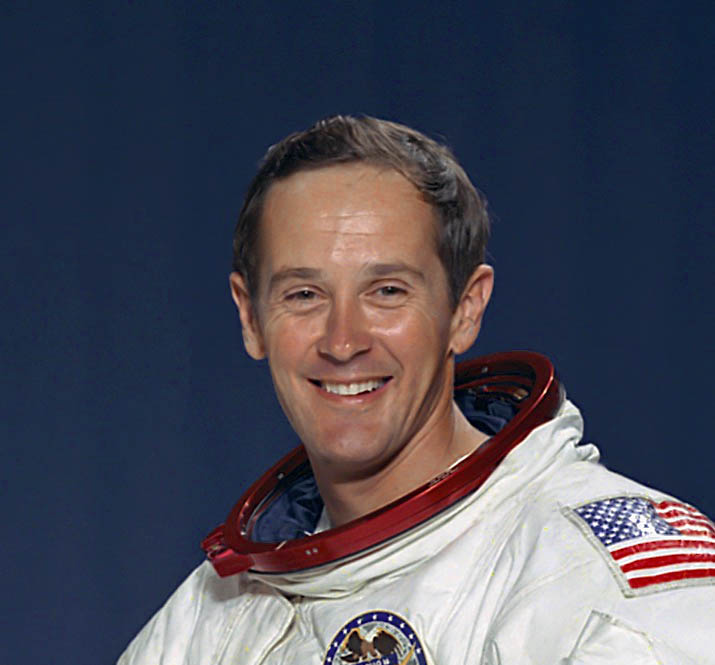
Charles Duke
(* 1935)

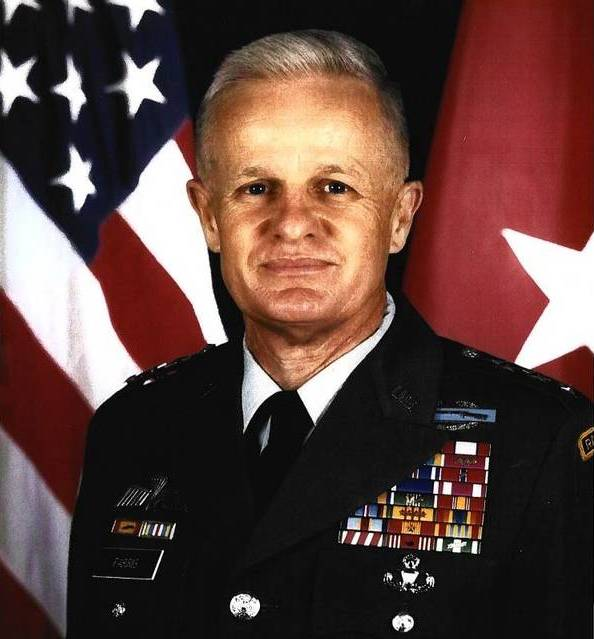
Jack B. Farris
(1935–2019)

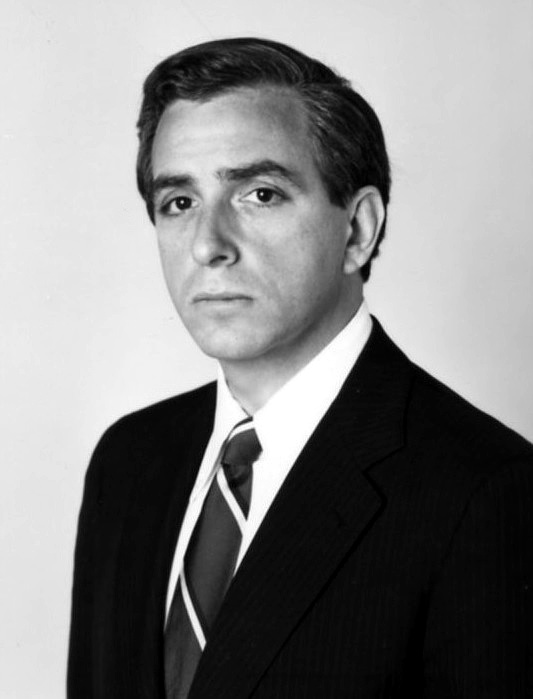
Richard Darman
(1943–2008)

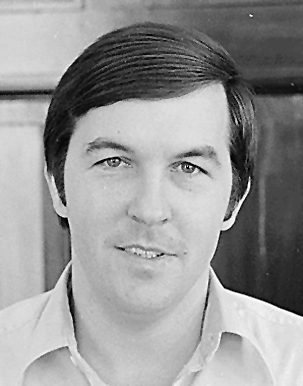
Hamilton Jordan
(1944–2008)

- Don Kirkpatrick (1905–1956), Jazzpianist und Arrangeur
- Rosalie Gwathmey (1908–2001), Malerin und Fotografin
- John Scott Trotter (1908–1975), Arrangeur, Komponist und Orchesterleiter
- Romare Bearden (1911–1988), Karikaturist, Maler und Liedermacher
- Mary Kenner (1912–2006), Erfinderin und Unternehmerin
- Charles M. Gettys (1915–1982), Generalmajor der United States Army
- Virginia Dale (1917–1994), Schauspielerin[1]
- Billy Graham (1918–2018), Baptistenpastor und Erweckungsprediger
- Charlie Sifford (1922–2015), Profigolfer
- Floyd Simmons (1923–2008), Leichtathlet
- Ernie Hood (1923–1991), Musiker
- John Cocke (1925–2002), Informatiker
- Ben Haas (1926–1977), Schriftsteller
- George C. Williams (1926–2010), Evolutionsbiologe
- Ed Marion (1927–2008), NFL-Schiedsrichter
- Joseph B. Tyson (* 1928), Theologe
- James Lee Barrett (1929–1989), Drehbuchautor und Produzent
- Nappy Brown (1929–2008), Blues-Sänger
- Wilbert Harrison (1929–1994), Musiker und Sänger
- George Butler (1931–2008), Jazzproduzent
- John Shelby Spong (1931–2021), Bischof der anglikanischen Episcopal Diocese of Newark
- Alex McMillan (1932–2024), Politiker
- Neil Castles (1934–2022), Automobilrennfahrer
- John W. Woodmansee (* 1934), Generalleutnant der United States Army
- Lewis Worrell (* 1934), Bassist des Free Jazz
- Charles Duke (* 1935), Astronaut
- Jack B. Farris (1935–2019), Generalleutnant der United States Army
- William S. Hatcher (1935–2005), Mathematiker, Philosoph und Bahai-Theologe
- Charles Gwathmey (1938–2009), Architekt
- Walter E. Dellinger (1941–2022), Jurist, Hochschullehrer und United States Solicitor General
- John Spratt (1942–2024), Politiker
- Richard Darman (1943–2008), Wirtschaftswissenschaftler und Wirtschaftsmanager
- John Donaldson (* 1943), Baseballspieler[2]
- Diane Oliver (1943–1966), Schriftstellerin
- Hamilton Jordan (1944–2008), politischer Berater
- Harold Douglas Pratt (* 1944), Ornithologe
- Harry McSween (* 1945), Petrologe und Planetologe
- Charles T. Robertson Jr. (* 1946), General der United States Air Force
- Don Schollander (* 1946), Schwimmer
- Johnny Grier (1947–2022), NFL-Schiedsrichter
- Stephen Leatherman (* 1947), Geowissenschaftler
- Berlinda Tolbert (* 1949), Schauspielerin[3]
- Prairie Prince (* 1950), Rock-and-Roll-Schlagzeuger

### 1951–1980

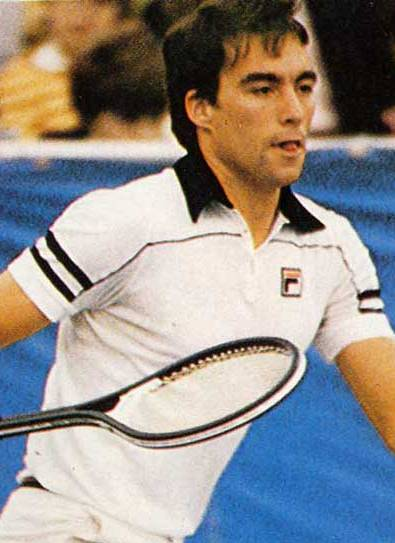
John Sadri
(* 1956)

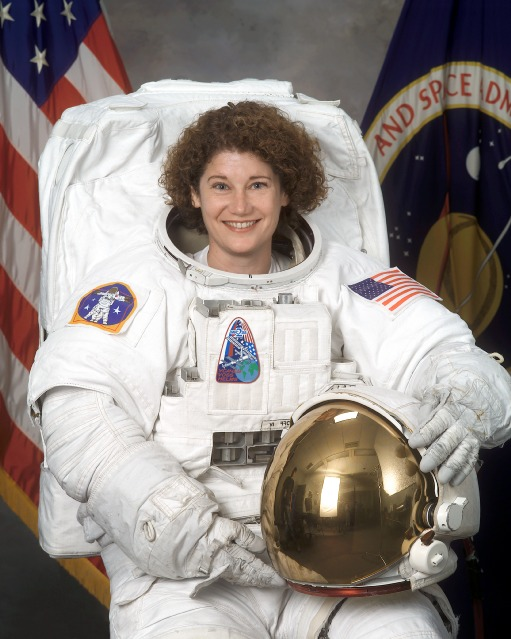
Susan Helms
(* 1958)

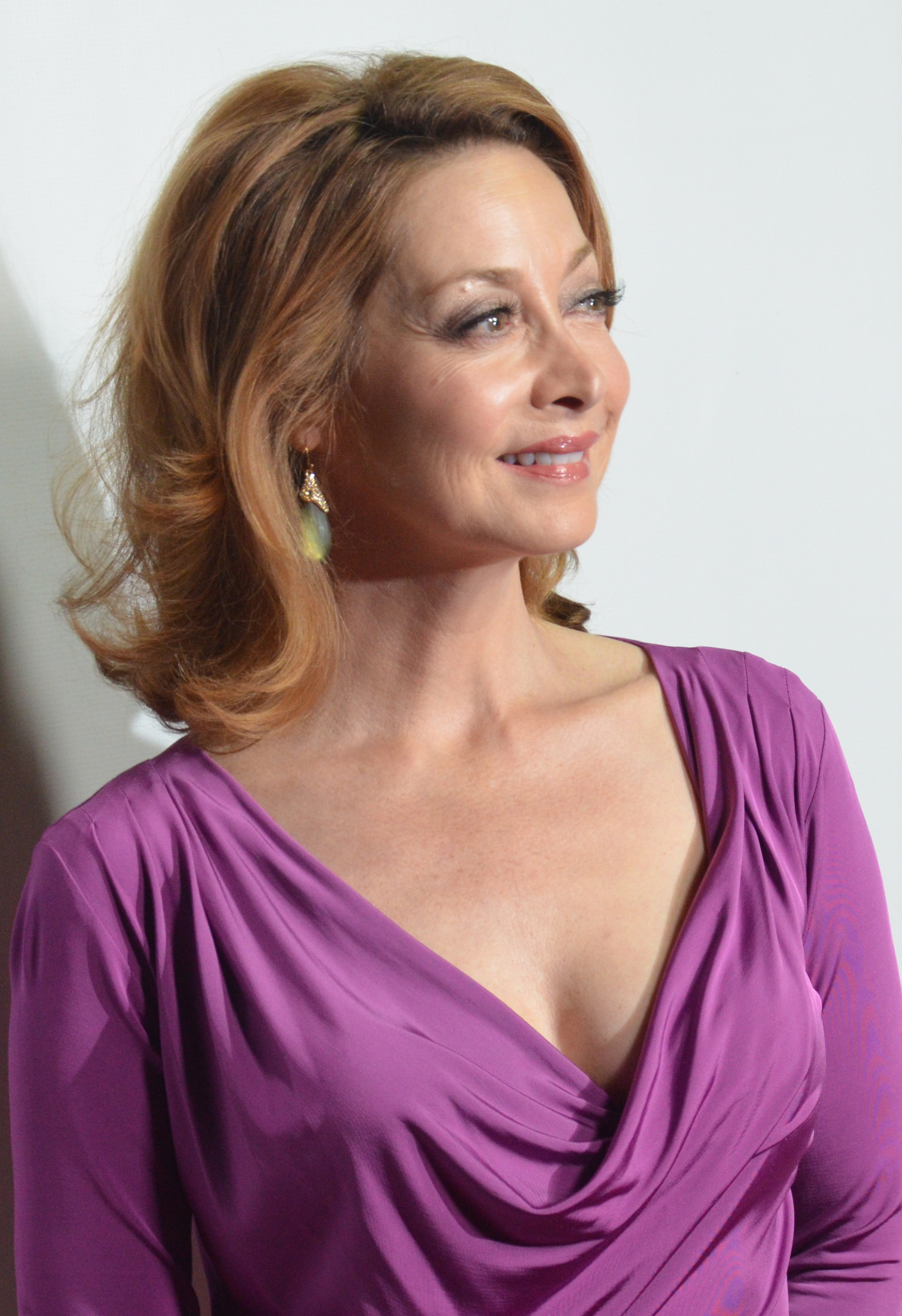
Sharon Lawrence
(* 1961)

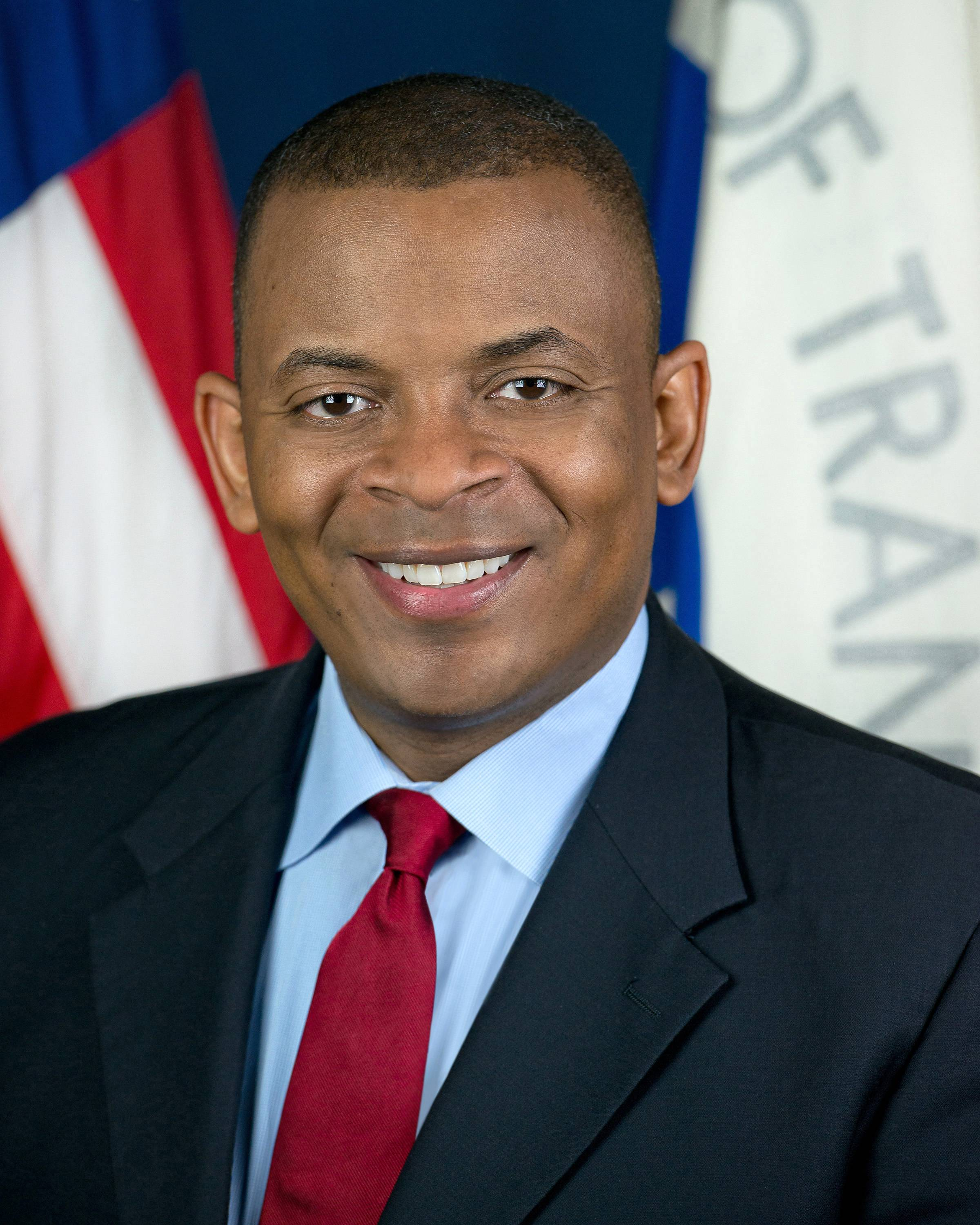
Anthony Foxx
(* 1971)

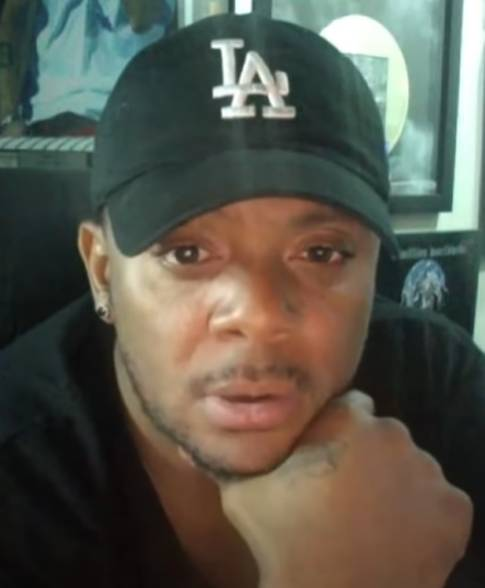
Kon Artis
(* 1978)

- Bobby Jones (* 1951), Basketballspieler der NBA
- Jeff Triplette (* 1951), NFL-Schiedsrichter
- Eben Alexander (* 1953), Neurochirurg
- Alicia Bridges (* 1953), Sängerin und Textdichterin
- Daniel Conahan (* 1954), Serienmörder, als Hog Trail Murderer bekannt
- Michael Haas (* 1954), britisch-österreichischer Musikproduzent und Musikhistoriker
- Michael S. Tucker (* 1954), Generalleutnant der United States Army
- Terry Holladay (* 1955), Tennisspielerin
- Dickie Noles (* 1956), Baseballspieler[4]
- John Sadri (* 1956), Tennisspieler
- Peter Joseph Jugis (* 1957), römisch-katholischer Bischof von Charlotte
- Susan Helms (* 1958), Astronautin
- David S. Taylor (* 1958), Manager
- Anne D. Yoder (* 1959), Primatologin, Evolutionsbiologin und Hochschullehrerin
- Joe Henry (* 1960), Songwriter, Gitarrist und Produzent
- LaGena Hart (* 1961), Schauspielerin
- Sharon Lawrence (* 1961), Schauspielerin
- Kelvin Seabrooks (* 1963), Boxer im Bantamgewicht
- Dan Bishop (* 1964), Politiker
- Davis Love III (* 1964), Profigolfer
- David Vincent (* 1965), Lead-Sänger und Bassist
- Haywoode Workman (* 1966), Basketballspieler
- Susan Stewart (* 1967), Politologin
- Tim Griffin (* 1968), Politiker
- Jennifer Niven (* 1968), Schriftstellerin und Drehbuchautorin
- Ray Durham (* 1971), Baseballspieler[5]
- Anthony Foxx (* 1971), Politiker
- Joel Hailey (* 1971), R&B-Künstler
- Anthony Hamilton (* 1971), R&B-Sänger
- Jim Rash (* 1971), Schauspieler, Drehbuchautor und Regisseur
- Jeff McInnis (* 1974), Basketballspieler der NBA
- Stewart Walker (* 1974), Produzent elektronischer Musik
- Calvin Brock (* 1975), Schwergewichtsboxer
- Hugh Howey (* 1975), Science-Fiction-Schriftsteller
- DeMarco Johnson (* 1975), Basketballspieler[6]
- Patrick McHenry (* 1975), Politiker
- Dieter T. Roth (* 1975), evangelischer Theologe und Hochschullehrer
- Hunter Kemper (* 1976), Triathlet
- Titus Ivory (* 1977), Basketballspieler
- Kon Artis (* 1978), Rapper und Hip-Hop-Produzent
- Seth Avett (* 1980), Mitglied der Band The Avett Brothers
- Patrick Flomo (* 1980), Basketballspieler

### 1981–2000

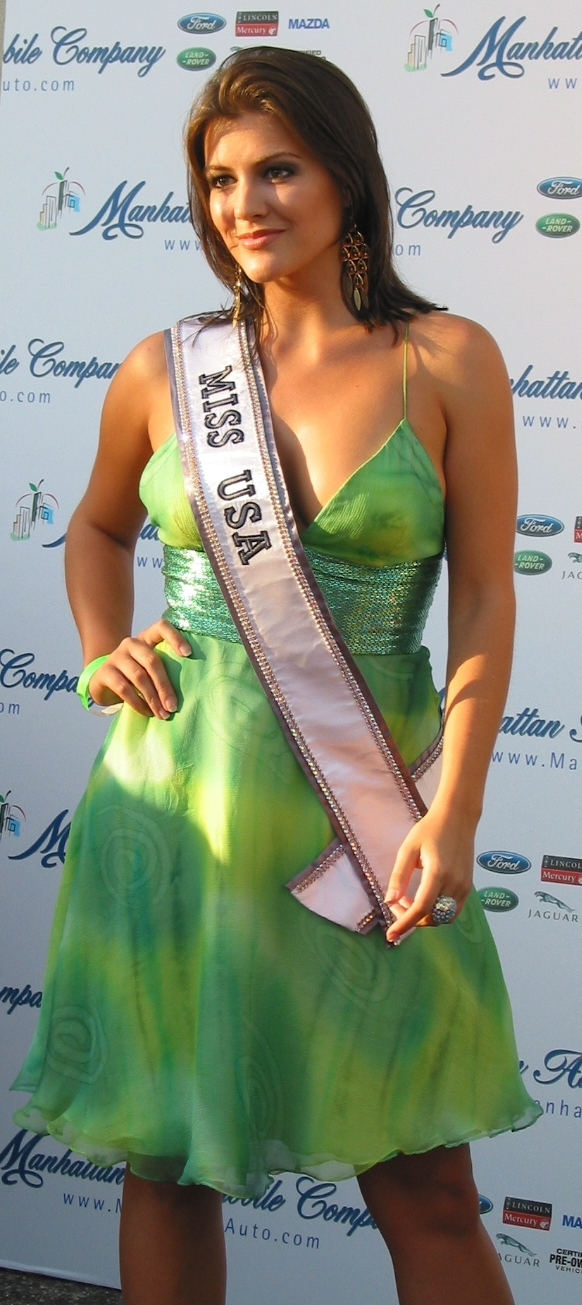
Chelsea Cooley
(* 1983)

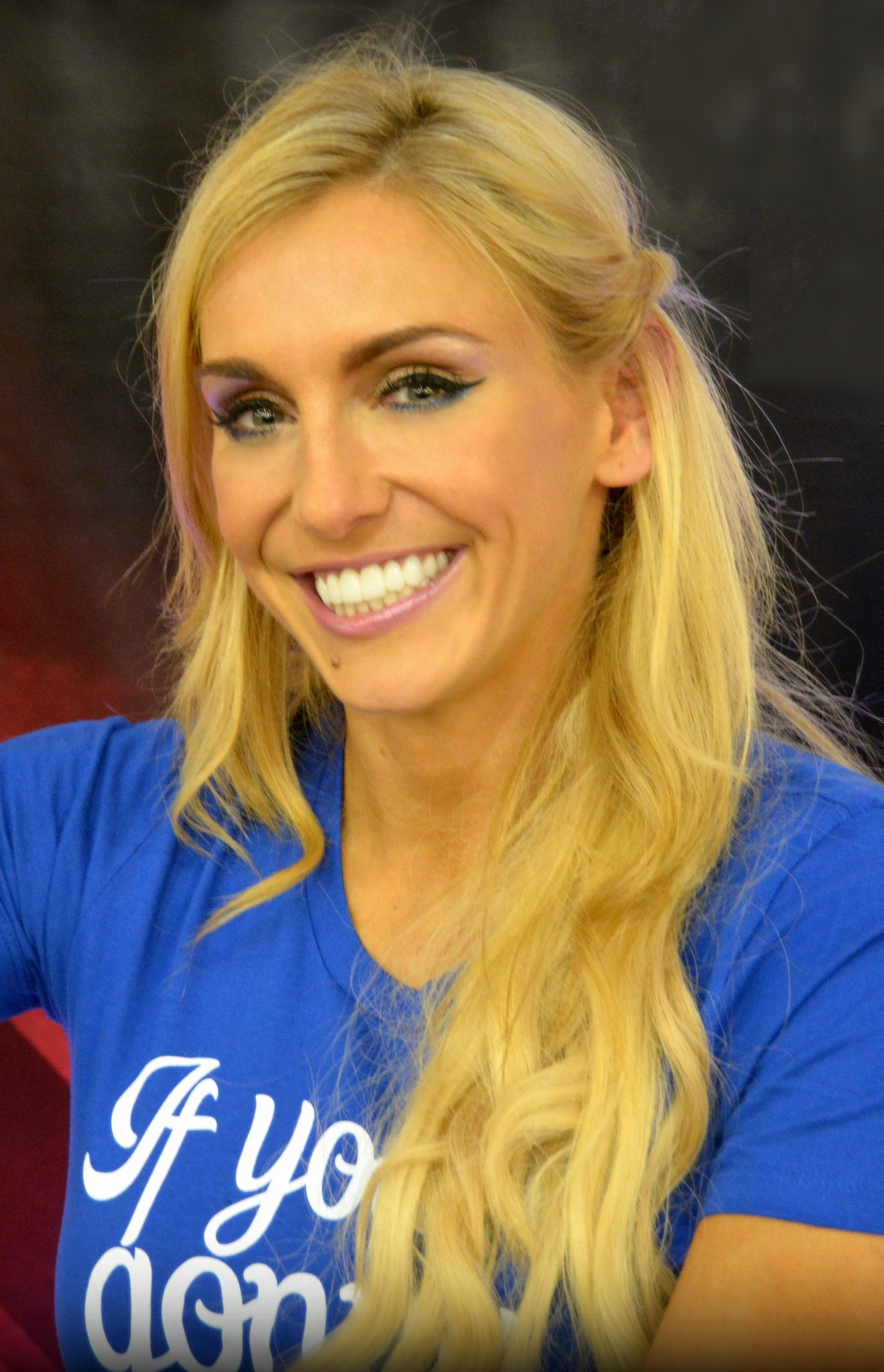
Charlotte Flair
(* 1986)

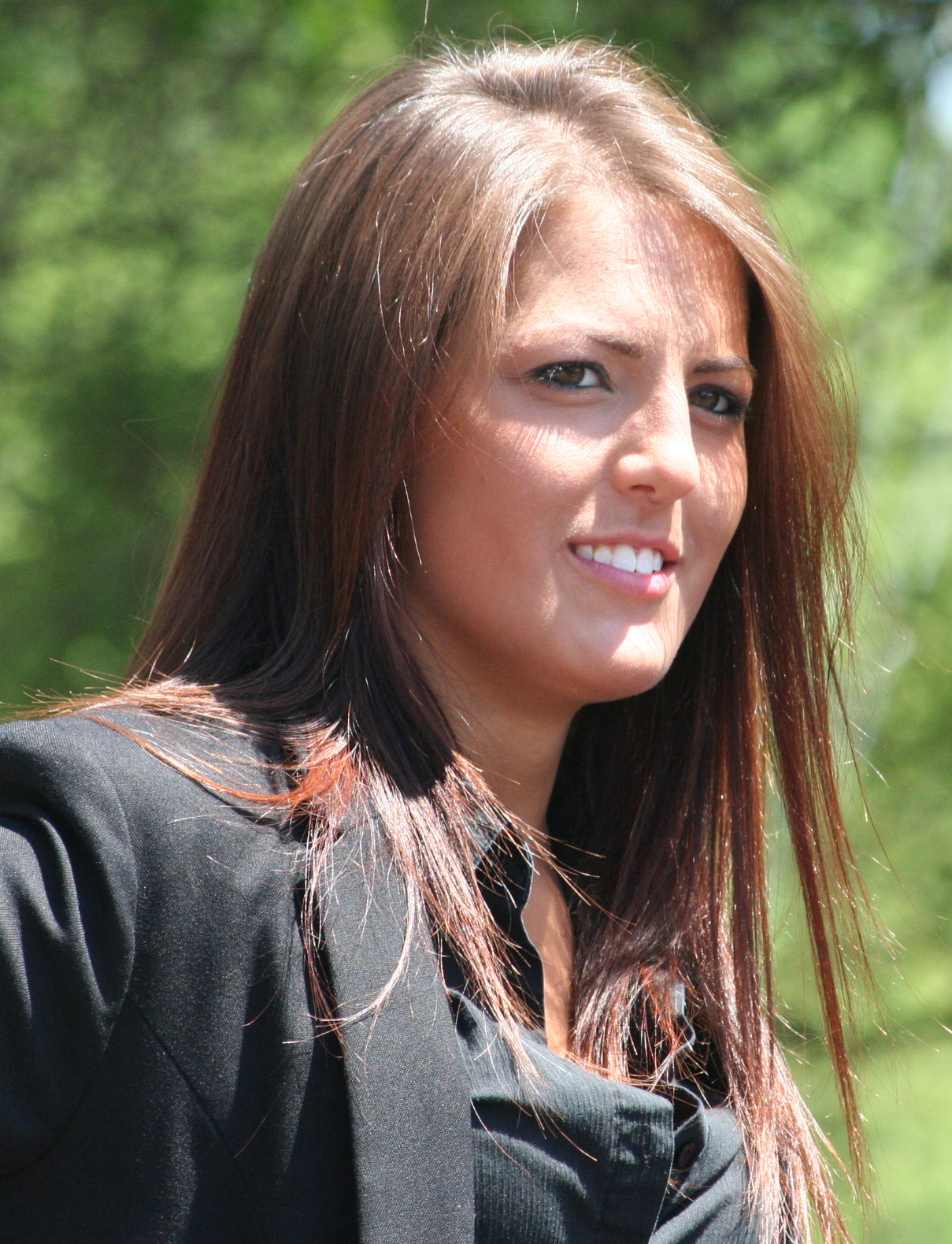
Tessa Blanchard
(* 1995)

- Brooke Ballentyne (* 1982), Pornodarstellerin
- William Harlan Haas (* 1982), Profigolfer
- Chyler Leigh (* 1982), Schauspielerin
- Chelsea Cooley (* 1983), Schönheitskönigin; Miss USA 2005[7]
- Doug Van Wie (* 1984), Schwimmer
- Anthony Morrow (* 1985), Basketballspieler der Golden State Warriors in der NBA
- David Baker (* 1986), Pokerspieler
- Jared Boll (* 1986), Eishockeyspieler der NHL
- Charlotte Flair (* 1986), Wrestlerin
- K. C. Rivers (* 1987), Basketballspieler
- Kyle Seager (* 1987), Baseballspieler
- Ricky Berens (* 1988), Schwimmer und Olympiasieger
- Hakeem Nicks (* 1988), American-Football-Spieler
- Ish Smith (* 1988), Basketballspieler
- Cedric Alexander (* 1989), Wrestler
- Clint Irwin (* 1989), Fußballspieler[8]
- Kevin Shackelford (* 1989), Baseballspieler[9]
- Luke Combs (* 1990), Countrysänger
- Seth Curry (* 1990), Basketballspieler
- Britt Robertson (* 1990), Schauspielerin
- De’Mon Brooks (* 1992), Basketballspieler
- Thai-Son Kwiatkowski (* 1992), Tennisspieler
- Cierra Burdick (* 1993), Basketballspielerin[10]
- D. J. Humphries (* 1993), American-Football-Spieler
- Jaida Benjamin (* 1994), Schauspielerin
- DeAndre’ Bembry (* 1994), Basketballspieler
- Corey Seager (* 1994), Baseballspieler[11]
- Tessa Blanchard (* 1995), Wrestlerin[12][13]
- Garrett Bradbury (* 1995), American-Football-Spieler
- Michael Chadwick (* 1995), Schwimmer[14]
- Sean Mason (* ≈1995), Jazzmusiker
- Jaire Alexander (* 1997), American-Football-Spieler
- Daniel Jones (* 1997), American-Football-Spieler
- Rayjon Tucker (* 1997), Basketballspieler[15]
- Gabriele Cunningham (* 1998), Hürdenläuferin
- Sean Mason (* 1998), Jazzmusiker
- Brooke Sorenson (* 1999), Schauspielerin[16]
- Jordan Davis (* 2000), American-Football-Spieler
- Jaylin Lindsey (* 2000), Fußballspieler
- Zeb Powell (* 2000), Snowboarder

## 21. Jahrhundert

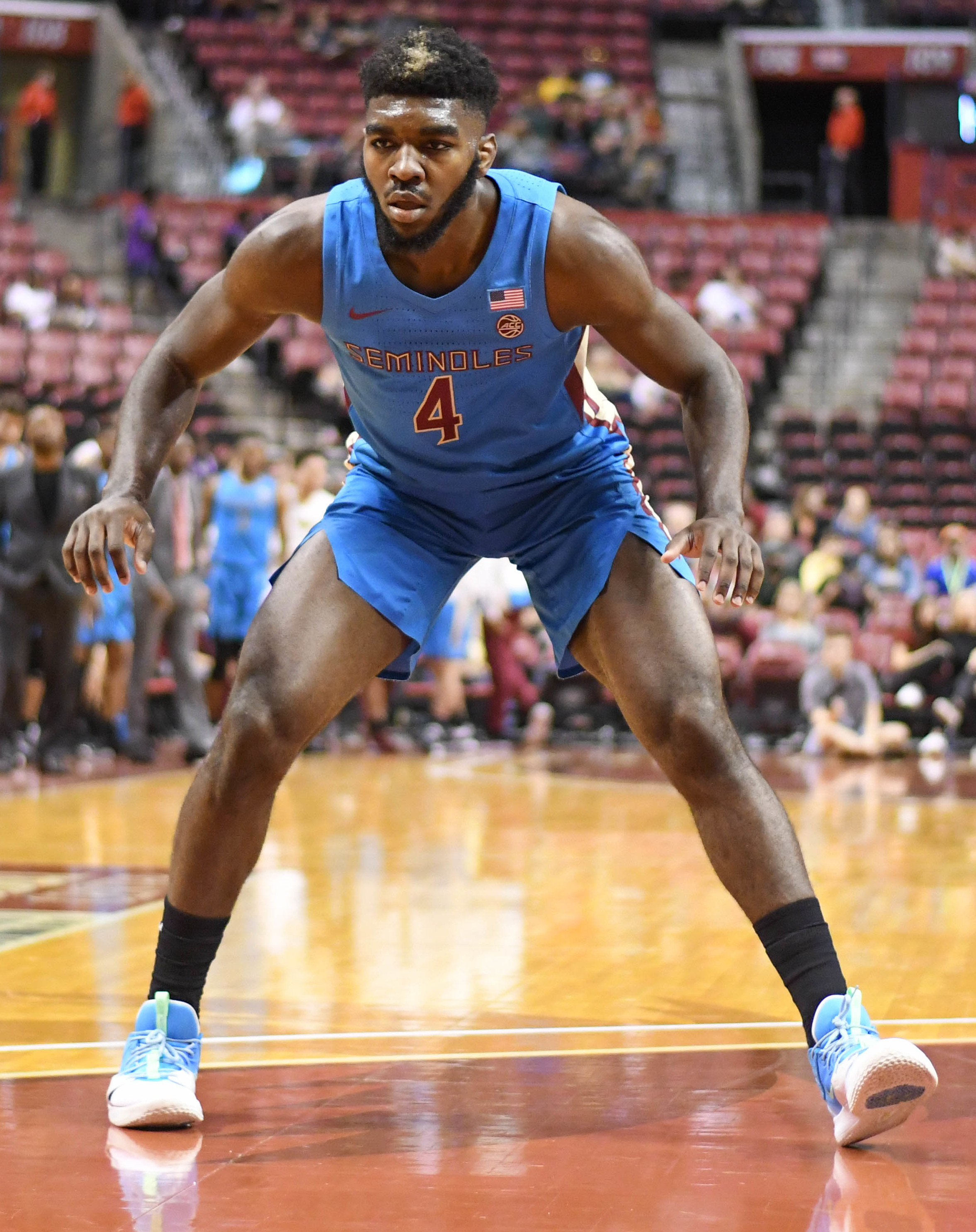
Patrick Williams
(* 2001)

- Patrick Williams (* 2001), Basketballspieler
- Drake Maye (* 2002), American-Football-Spieler
- Jak Crawford (* 2003), Automobilrennfahrer
- James Pearce Jr. (* 2003), American-Football-Spieler
- Kaylyn Brown (* 2004), Sprinterin
- Victoria Mboko (* 2006), kanadische Tennisspielerin